# Hugo Gatti
Hugo Gatti (Carlos Tejedor, 19 oktober 1944 – Buenos Aires, 20 april 2025) was een Argentijnse voetballer. Hij speelde 26 seizoenen in de Argentijnse Primera División en speelde 765 wedstrijden daar, een record. Met Boca Juniors won hij drie landstitels, twee keer de Copa Libertadores en de intercontinentale beker. Hij beëindigde zijn profcarrière op 44-jarige leeftijd. 
Hij was een doelman die vaak het strafschopgebied verliet en als veldspeler fungeerde om zijn teamgenoten te steunen in de verdediging en soms zelfs in de aanval. Hij stopte 26 strafschoppen in de hoogste klasse, evenveel als Ubaldo Fillol. In 1982 werd hij Argentijns voetballer van het jaar. Een enquête van het IFFHS rangschikte hem als derde beste Argentijnse keeper van de 20ste eeuw. Hij speelde 381 wedstrijden voor Boca Juniors, waarmee hij de keeper is met de meeste wedstrijden en over het hele elftal gaat enkel Roberto Mouzo hem voor met 396 wedstrijden.  
Gatti overleed op 20 april 2025 op 80-jarige leeftijd.